# Устя-Зеленська сільська рада
У́стя-Зеле́нська сільська́ ра́да — адміністративно-територіальна одиниця та орган місцевого самоврядування в Монастириському районі Тернопільської області. Адміністративний центр — село Устя-Зелене.

## Загальні відомості
Устя-Зеленська сільська рада утворена в 1940 році.
- Територія ради: 8,737 км²
- Населення ради: 1 343 особи (станом на 2001 рік)
- Територією ради протікає річка Дністер

## Історія
Тернопільська обласна рада рішенням від 17 листопада 2011 року у Монастириському районі перейменувала Устє-Зеленську сільраду на Устя-Зеленську.

## Населені пункти
Сільській раді підпорядковані населені пункти:
- с. Устя-Зелене
- с. Лука
- с. Межигір'я

## Склад ради
Рада складається з 20 депутатів та голови.
- Голова ради: Іванишин Марія Григорівна

### Депутати
За результатами місцевих виборів 2010 року:
- Кількість мандатів: 20
- Кількість мандатів, отриманих за результатами виборів: 19
- Кількість мандатів, що залишаються вакантними: 1

#### За суб'єктами висування
| Суб'єкт висування | Кількість обраних депутатів | %   |
| ----------------- | --------------------------- | --- |
| Самовисування     | 19                          | 100 |

#### За округами
| № округу | Прізвище, ім'я, по батькові  | Дата визнання обраним | Освіта             | Партійна приналежність                | Відомості про обраного депутата                                                                               |
| -------- | ---------------------------- | --------------------- | ------------------ | ------------------------------------- | --- |
| 1        | Мартинюк Ігор Степанович     | 05.11.2010            | вища               | позапартійний                         | тимчасово не працює                                                                                           |
| 2        | Борисевич Леся Володимирівна | 05.11.2010            | середня            | позапартійна                          | Устє-Зеленська загальноосвітня школа І-ІІІ ст., кухар                                                         |
| 3        | Мовчан Михайло Олександрович | 05.11.2010            | середня            | позапартійний                         | Державний департамент України з питань виконання покарань в с. Маринопіль, молодший інспектор відділу охорони |
| 4        | Малиняк Любов Степанівна     | 05.11.2010            | вища               | позапартійна                          | Устя-Зеленська сільська рада, секретар                                                                        |
| 5        | Малиняк Володимир Михайлович | 05.11.2010            | вища               | позапартійний                         | Устя-Зеленська амбулаторія загальної практики — сімейної медицини, лікар-стоматолог                           |
| 6        | Іванів Надія Михайлівна      | 05.11.2010            | вища               | позапартійна                          | тимчасово не працює                                                                                           |
| 7        | Нич Василь Петрович          | 05.11.2010            | середня спеціальна | член Політичної партії «Наша Україна» | Устя-Зеленська сільська рада, сільський голова                                                                |
| 8        | Андращук Віра Степанівна     | 05.11.2010            | середня спеціальна | позапартійна                          | Устя-Зеленська аптека № 22, завідувачка                                                                       |
| 10       | Данилович Любомир Степанович | 05.11.2010            | середня            | позапартійний                         | Геріатричне відділення с. Устя-Зелене, кочегар                                                                |
| 11       | Гасяк Світлана Степанівна    | 05.11.2010            | середня            | позапартійна                          | Відділення зв'язку с.устя-Зелене, листоноша                                                                   |
| 12       | Гіркий Василь Михайлович     | 05.11.2010            | вища               | позапартійний                         | Устє-Зеленська загальноосвітня школа І-ІІІ ст., завгосп                                                       |
| 13       | Протас Омелян Васильович     | 05.11.2010            | середня            | позапартійний                         | тимчасово не працює                                                                                           |
| 14       | Козачок Галина Михайлівна    | 05.11.2010            | середня спеціальна | позапартійна                          | фельдшерсько-акушерський пункт с. Лука, фельдшер                                                              |
| 15       | Лесюк Анна Михайлівна        | 05.11.2010            | вища               | позапартійна                          | Управління праці та соціального захисту населення РДА, зав.стаціонарним відділенням с. Устя-Зелене            |
| 16       | Рущак Галина Степанівна      | 05.11.2010            | середня            | позапартійна                          | Відділення зв'язку с. Устя-Зелене, листоноша                                                                  |
| 17       | Фурса Іванна Констянтинівна  | 05.11.2010            | середня спеціальна | позапартійна                          | Устя-Зеленська сільська рада, бухгалтер                                                                       |
| 18       | Рущак Ольга Омелянівна       | 05.11.2010            | середня спеціальна | позапартійна                          | ТзОВ «Дністер», касир                                                                                         |
| 19       | Рущак Марія Степанівна       | 05.11.2010            | середня спеціальна | позапартійна                          | Сільський клуб с. Міжгір'я, завідувачка                                                                       |
| 20       | Харик Михайло Васильович     | 05.11.2010            | середня            | позапартійний                         | МПК с. Устя-Зелене, водій                                                                                     |